# Radha

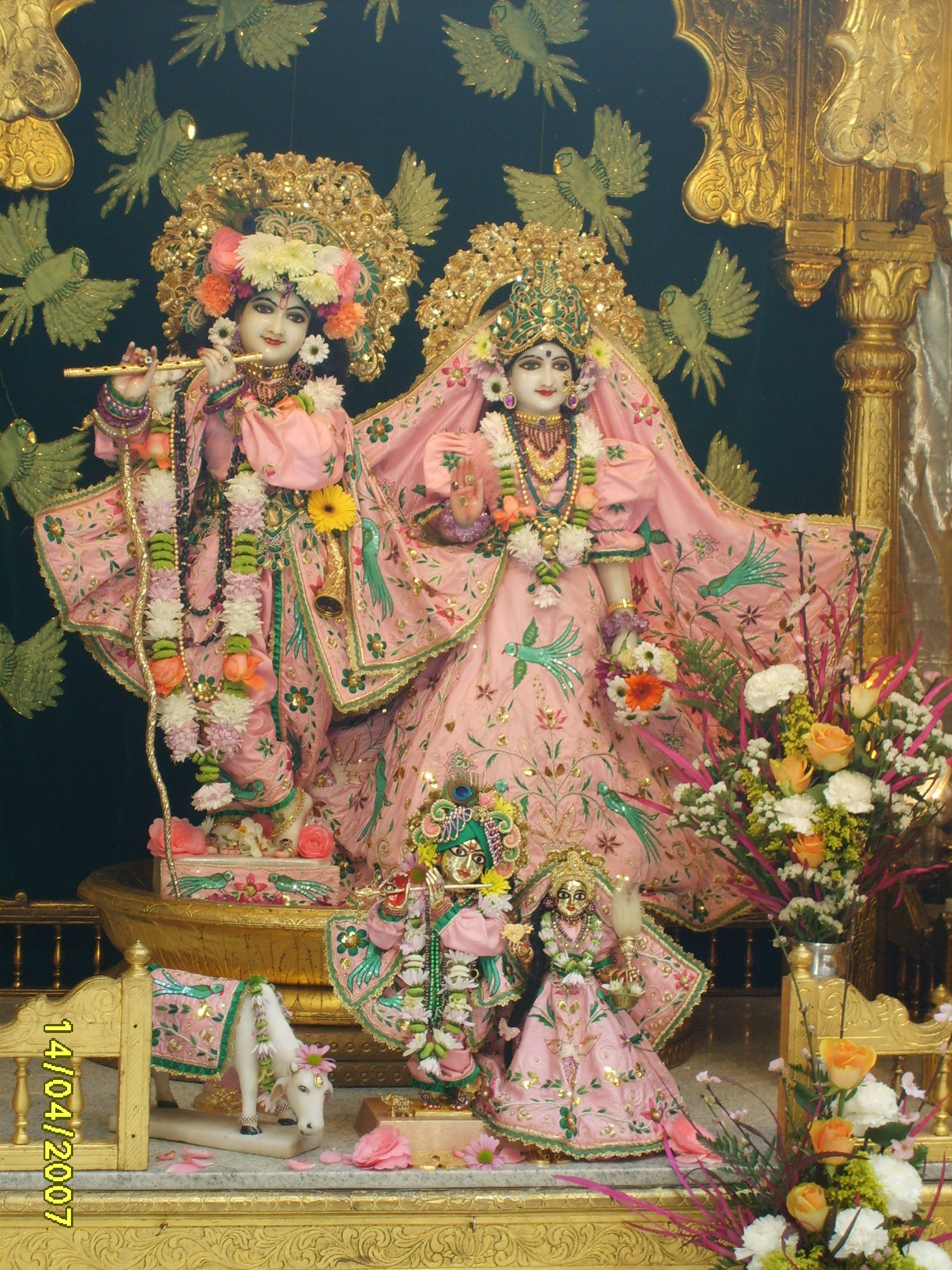
Radha mit Krishna

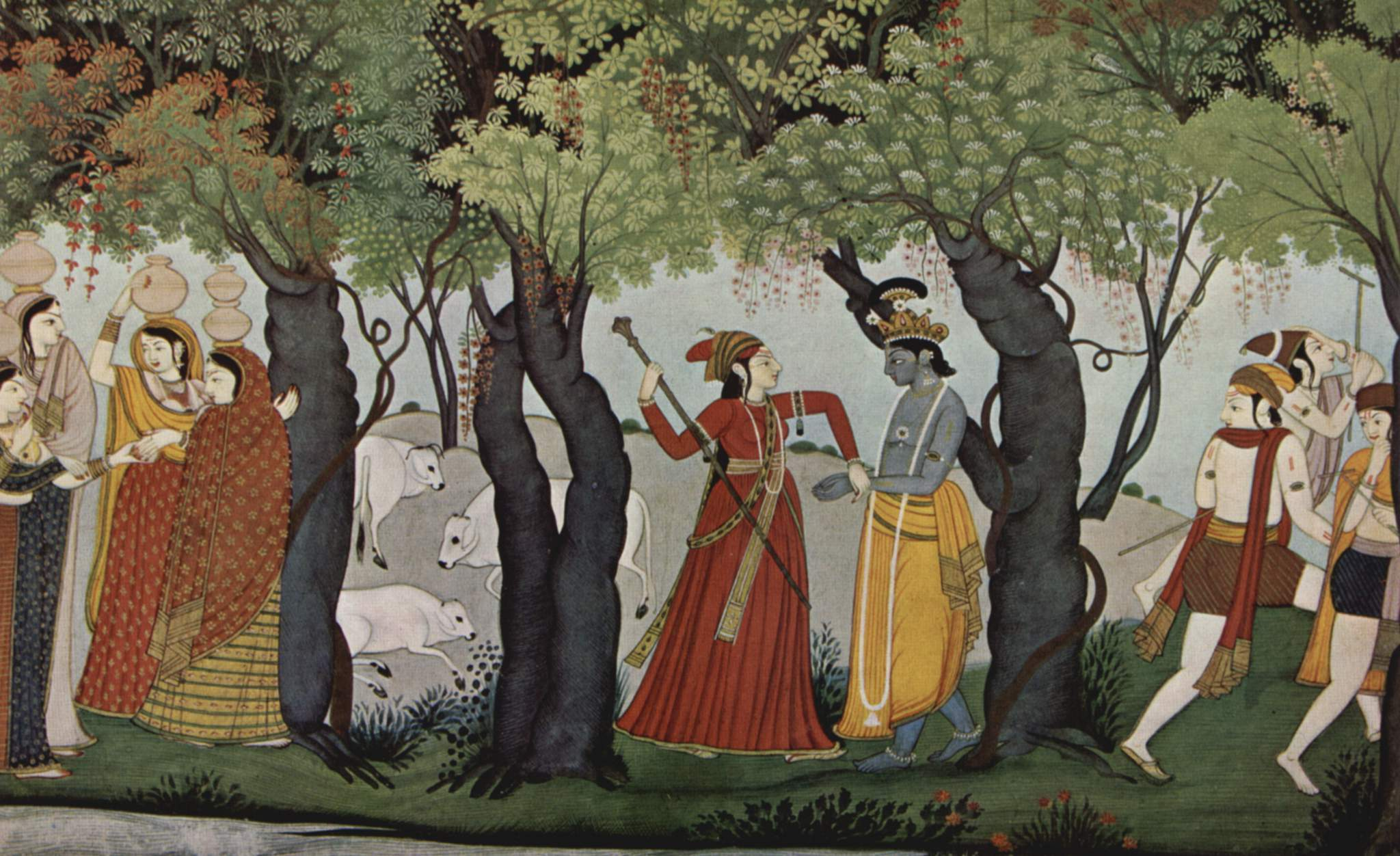
Radha bindet Krishna die Hände

Radha (Sanskrit, f., राधा; IAST: Rādhā auch Radhika) ist in der hinduistischen Mythologie die ewige Gefährtin, Shakti und Geliebte Krishnas. Sie ist die Göttin der Hingabe (Bhakti) und ehebrecherische Geliebte des Krishna. Verheiratet ist sie mit dem Kuhhirten Ayanagosha, den sie aber nicht liebte und oft als tölpelhaft bezeichnete. Der Begriffsbestandteil „Hare“ im Hare-Krishna-Mantra sowie im Namen der Hare-Krishna-Bewegung beziehen sich auf sie.

## Legenden
Radha war eine der Gopis („Kuhhirtinnen“), die gemäß den Erzählungen in Vrindavan, dem Ort von Krishnas Kindheit, gelebt haben soll. Ihre Beziehung zu Krishna wird in den Puranas, besonders der berühmten Bhagavatapurana sowie im Mahabharata erwähnt sowie in verschiedenen weiteren Schriften. Sie war seine liebste Gopi. Radha regelt die Liebesdinge im Zauberwald Vrindavana. Die anderen Gopis sind ihre Dienerinnen und Freundinnen. Krishna würde zuweilen alles tun, um Radha zu gefallen. In allen Überlieferungen ist ihr Schicksal unauflöslich mit dem des verführerischen Krishna verbunden. Obwohl sie mit einem anderen Mann verheiratet ist, verfällt sie Krishna und verstößt willentlich und wissentlich gegen alle gesellschaftlichen Normen, um sich mit ihrem ganzen Dasein auf den jugendlichen Gott einzulassen. Dadurch bildet sie den Gegentyp zur treuen Sita, die für das klassische Ideal einer Hindu-Frau steht. Auch der Gott Krishna selbst ist zu diesem Zeitpunkt bereits mit Rukmini verheiratet, wodurch ein doppelter Ehebruch vorliegt. Wenn Radha sich nachts mit Krishna im Mondschein trifft, nimmt sie bewusst in Kauf von der Gesellschaft entdeckt und ausgeschlossen zu werden. Die Mythen von Radha und Krishna verfügen über eine ausgeprägte erotische und sexuelle Komponente. Eines Tages wurden die beiden vom eifersüchtigen und wütenden Ayanagosha, der von dem Ehebruch erfuhr, beinahe in zärtlicher Vereinigung entdeckt, doch Krishna nahm die Form der Göttin Durga an und konnte dem Zorn des Hirten so entkommen. Im Zentrum ihrer Beziehung steht das Thema der Liebe-im-Getrenntsein – ihre Liebe ist der Überlieferung nach nur von kurzer Dauer. Sie bildet das Gegengewicht zur Leidenschaft und Ekstase ihrer Vereinigung mit dem Hirtengott. Wenn Radha von Krishna getrennt ist, sehnt sie sich nach ihm und er sich nach ihr. Radha verkörpert die fromme Hingabe (Bhakti) und die Sehnsucht der menschlichen Seele nach Gott, für den man alles aufgibt und von dem eine unwiderstehliche Anziehungskraft ausgeht, besonders wenn sie mit ihm tanzt oder ihm beim Flötenspielen lauscht. Dabei vergisst sie alle gesellschaftlichen Pflichten und eilt sofort zu ihm. Sie verkörpert die ideale Gläubige. Während die anderen Gopis für das Außenleben der Wirkung Gottes stehen, verkörpert Radha die Innensicht. Die Mythen berichten oft vom Zauber ihrer ersten Begegnung, von Radhas Eifersucht ihren Geliebten Krishna, den sie am liebsten für sich ganz alleine hätte, mit den anderen Gopis teilen zu müssen, dies aber in Kauf nimmt, um ihn nicht zu verlieren oder von Krishnas Streichen, die er Radha spielte. Eines Tages entwendete er ihre Kleider und die der anderen Gopis und versteckte sich auf einem Baum, an dem er sie aufhängte, als diese sich gerade im Fluss badeten. Er wollte sie erst dann wieder herausgeben, wenn sie nackt und mit über dem Kopf gefalteten Händen herauskämen und nacheinander vor ihm erschienen. Oder aber er entwendet ihren Haarschmuck. Wenn Radha stolz auf sich ist und glaubt den Gott ganz für sich alleine besitzen zu können und berühren zu dürfen, maßregelt Krishna sie und verlässt sie vorübergehend, was ausdrücken soll, dass Gott sich nicht bindet und alle seine Anhänger gleich liebt. Während sie tändeln, schmollt sie über sein spätes Kommen und gibt vor, dass sie ihn nicht mehr haben wolle, sehnt sich jedoch gleichzeitig nach seiner Umarmung. Dies wird als Lila („Spiel“) der beiden bezeichnet. Auch wenn er sie oft für andere Gopis verlässt, so kehrt er doch immer wieder zu ihr zurück.

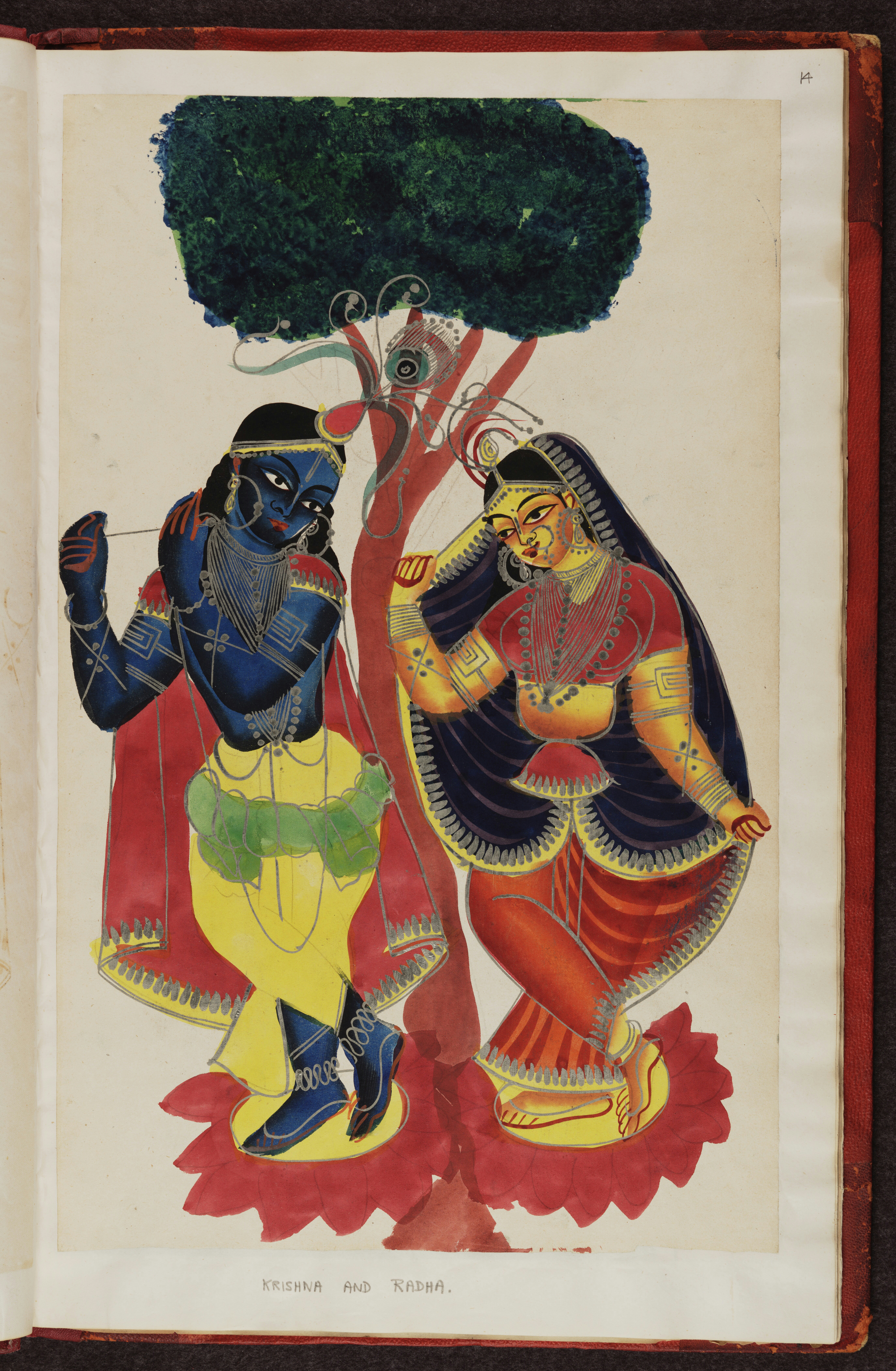
Radha mit Krishna

Als Krishna älter wird, verlässt er Radha, um nach Dvaraka zu gehen, um dort König zu werden. Er lässt eine verzweifelte, traurige und weinende Radha zurück, die kurzzeitig vor Trauer wie gelähmt ist und nicht mehr sprechen kann. Sie sehnt sich unentwegt nach einer Wiedervereinigung, wartet auf ihn und macht sich auf die Suche nach Krishna. In der hinduistischen Strömung der Gaudiya Vaishnavas gilt Radha als die personifizierte Kraft der unbegrenzten und bedingungslosen Liebe Gottes (Hladini-Shakti). Sie ist die inkarnierte Göttin Lakshmi, die ihrem Gatten Vishnu in jeder Inkarnation zur Seite steht. In verschiedenen Richtungen des Hinduismus (Sampradayas) ist nicht Krishna, sondern sie es, die im Zentrum der Verehrung steht. So erklärte etwa Nimbarka, einer der bekanntesten Vaishnava-Theologen des 13. Jahrhunderts, dass Radha und Krishna gemeinsam die absolute Wahrheit verkünden und in ihrer Vereinigung die Schöpfung der Welt und der Menschen erst hervorbringen. Krishna gilt oft als Vater der Menschen, während Radha als ihre Mutter und kosmische Königin gilt. Beide sind dort so untrennbar miteinander verbunden, dass Radha als Teil von Krishna aufgefasst wird. So gibt es Darstellungen von Krishna und Radha, ähnlich dem Ardhanarishvara von Shiva und Parvati, in dem sie seine weibliche Seite verkörpert. Der indische Mystiker Chaitanya aus Bengalen aus dem 16. Jahrhundert, sah sich selbst als Inkarnation Krishnas und Radhas an, innerlich als Krishna und äußerlich als Radha, so dass er sich oft wie sie kleidete.

## Bedeutung
Radha und Krishna gelten als das klassische Liebespaar der hinduistischen Religion und spielen in allen Sparten der indischen Kunst noch heute eine bedeutende Rolle. Zusammen verkörpern sie die Sehnsucht des Menschen nach Gott und die Liebe Gottes zu den Menschen. Viele Bilder zeigen intime Momente Radhas und Krishnas, beispielsweise wie sie nachts bei Mondschein zusammen an der Yamuna entlangspazieren und die Kleider getauscht haben, er ihr in den Sari hilft, sie sich im Regen unter dem Schutz eines Baumes vereinigen oder Krishna Radha die Zehennägel lackiert, sie andächtig seinem Flötenspiel lauscht, während sie Toilette macht oder er ihr das Haar kämmt, flicht und hochsteckt.
Das Gitagovinda des Jayadeva aus dem 12. Jahrhundert beschreibt die erotischen und intimen Geschichten zwischen Krishna und Radha und hat viel zu ihrer Verehrung beigetragen. Radhas Beiname Gaurangi bedeutet im Sanskrit die Goldfarbene.